# Раковський Леонід Едуардович
Раковський Леонід Едуардович (3 квітня 1938 р., с. Черепівка, Хмельницької області ౼ † 19 січня 2008 р., Чернігів, Україна) ౼ український історик, спеціаліст у галузі історичного краєзнавства, дослідник історії слов'ян. Доктор історичних наук (1995), професор,  заслужений працівник народної освіти України (1991).

## Біографія
Л. Е. Раковський народився 3 квітня 1938 р. у селі Черепівці Чорноострівського району Хмельницької області у вчительській родині. Батька було репресовано в сталінські роки, мати з двома синами переїжджає у с. Голодьки Хмельницького району, ту він починає навчатися в 7-річній школі.
У серпні 1952 р. мати отримала направлення на роботу в Лозівську школу того ж таки району, а потім у Думенську середню школу, в якій завершилося навчання Леоніда Раковського.
Вступив до Дубківського (Острозького) педагогічного училища на Рівненщині, навчався 3 роки.
Працює учителем початкових класів у Думенській середній школі.
Грудень 1957 — липень 1960 р. ౼ призвали до лав Радянської Армії, направили в Білоруський військовий округ.
1960 року — вступає на історичний факультет Ужгородського університету.
1965 р. поїхав за направленням у Ганнівську середню школу (Миколаївська область), призначили заступником директора з навчальної роботи.
Серпень 1967 р. — стає директором Тесівської восьмирічної школи, Вінницька область.
1 вересня 1970 р. — перевели на посаду директора у відсталу Березнянську середню школу, Черкаська область. Де отримує медаль «За доблесну працю».
Працює учителем географії з серпня 1972 р. по вересень 1975 р., у Миронівській середній школі № 4, Київська область.
Вересень 1975 р. — стає викладачем кафедри історії СРСР та УРСР Вінницького педагогічного інституту ім. М. Островського.
В 1975–1977 р. — працює асистентом.
З 1977 р. — старшим викладачем тієї ж кафедри, займався підготовкою кандидатської дисертації.
У 1978 р. — захистив кандидатську дисертацію на тему «Формування робітничих кадрів цукрової промисловості в дореформений час, їхнє становище і станова боротьба», при Київському державному університеті імені Т. Г. Шевченка.
У серпні 1981 р. Л.Раковський переїхав до Чернігова, де був призначений на посаду старшого викладача кафедри історії СРСР та УРСР Чернігівського державного педагогічного інституту.
У березні 1983 р. — стає доцентом кафедри історії СРСР та УРСР.
1 березня 1985 р. по 1 квітня 1986 р. працював заступником декана історичного факультету.
З 2 квітня 1986 р. по грудень 1988 р. — деканом.
У 1991 р. одержав почесну відзнаку «Відмінник народної освіти України».
17 квітня 1995 р. — захист дисертації «Цукрова промисловість України в 60-90-ті рр. ХІХ ст.», у Київському державному університеті ім. Т. Г. Шевченка.
У жовтні 2001 р. рішенням атестаційної комісії Міністерства освіти і науки Л.Раковському було присвоєно вчене звання професор.
19 січня 2008 р. після тривалої хвороби Леонід Едуардович Раковський помер.

## Нагороди
Заслужений працівник народної освіти України (1991).

## Наукові роботи
- Перші виступи робітників цукроварень на Правобережній Україні в дореформений період (30-50-ті роки ХІХ ст.) //Укр. істор. журнал. — 1976. — № 6. — С.95 — 101.
- Развитие свеклосахарной промышленности на Правобережной Украине в предреформенный период: Метод. реком.студентам при изучении спецкурса «Развитие промышленности в СССР». — Винница, 1977. — 15 с.
- Смолий В. А. Воссоединение Правобережной Украины с Россией: [Реферат] //Реферативный журнал «Общественные науки в СССР». —  Серия 5. История. — 1978. — № 3. — С.91 — 94.
- До питання початку промислового перевороту в цукровій промисловості на Поділлі //Тези доповідей П'ятої Подільської історико — краєзнавчої конференції. — Кам'янець — Подільський, 1980. — С.76 — 77.
- З історії Жданівського цукрового заводу //Друга Республіканська наукова конференція з історичного краєзнавства.: Тези доп. — К., 1982. — С.119.
- Вплив капіталістичної промисловості на оточуюче середовище (за матеріалами цукрової промисловості Поділля другої половини ХІХ ст.) //Тези доповідей Шостої Подільської історико — краєзнавчої конференції. — Секція історії дожовтневого періоду. — Кам'янець-Подільський, 1985. — С.31 — 33.
- Матеріали з'їзду подільських цукроварів 1894 року як джерело до вивчення забруднення заводами оточуючого середовища //Сьома Подільська історико-краєзнавча конференція: Тези доп. — Секція історії дожовтневого періоду.- Кам'янець-Подільський, 1987. — С.18 — 19.
- Географія цукрової промисловості на Поділлі в період промислового капіталізму (1861–1895 рр.) //Проблеми економічної географії Поділля. — Кам'янець — Подільський, 1988. — С.144.
- Система найму робітників в Чернігівській губернії на цукрові заводи України у 60 — 90-ті роки ХІХ ст. //Друга Чернігівська обласна наукова конференція з історичного краєзнавства: Тези доп. — Чернігів; Ніжин, 1988. — Вип. 2. — С.73 — 75.
- Свеклосахарная промышленность Новгород — Северского уезда в 60 — 90-е гг. ХІХ в. //Новгороду — Северскому — 1000 лет: Тезисы докладов обл. науч. — практ. конф. — Чернигов; Новгород — Северский, 1989. — С.89 — 91.
- До історії товариства Ялтушківського цукрового заводу //Тези доповідей Дев'ятої Вінницької обласної історико — краєзнавчої конференції. — Вінниця, 1990. — С.46 — 47.
- Криза поміщицького підприємства на Чернігівщині в 60-х рр. ХІХ ст. //Проблеми історичного і географічного краєзнавства Чернігівщини. — Чернігів, 1991. — Вип. 1. — С.17 — 21.
- Вплив суспільно — політичних умов на формування буржуазії і технічного персоналу цукрової промисловості в другій половині ХІХ ст. //Проблеми етнографії Поділля: Наук. зб. — Кам'янець — Подільський, 1992. — С.203 — 208.
- До питання про господарську діяльність поміщиків-цукрозаводчиків Безбородьків //Проблеми історичного і географічного краєзнавства Чернігівщини. — Чернігів, 1993. — Вип. 2. — С.27 — 33.
- Терещенки — представники нової української буржуазії, меценати і винахідники //Проблеми історичного і географічного краєзнавства Чернігівщини. — Чернігів, 1993. — Вип. 2. — С.60 — 66.
- З історії цукрової промисловості Сумського повіту у ХІХ ст. //Матеріали Другої Сумської обласної наукової історико — краєзнавчої конференції. — Суми, 1994. — Ч.1. — С.65 — 70.
- Чернігівське міське самоврядування і упорядкування міста в ІІ пол. ХІХ ст. //Проблеми історичного і географічного краєзнавства Чернігівщини. — Чернігів, 1995. — Вип. 3. — С.33 — 40.
- Досвід і практика підготовки спеціаліста вищої кваліфікації у групі за інтересом //Матеріали Четвертої Сумської обласної наукової історико — краєзнавчої конференції. — Суми, 2001. — С.47 — 51.
- П. І. Прокопович — засновник окультуреного бджільництва на Чернігівщині //Проблеми історичного і географічного краєзнавства Чернігівщини. — Чернігів, 2002. — Вип. 5. — С.21 — 32.
- Подумай, зваж, порівняй і зроби висновки //Пошук: Зб. ст. молодих вчених і студентів. — Чернігів, 2006. — С. 46 — 51.